# Cvetovac
Cvetovac (izvirno srbsko Цветовац) je naselje v Srbiji, ki upravno spada pod Mestno občino Lazarevac; slednja pa je del Mesta Beograd.

## Demografija
V naselju, katerega izvirno (srbsko-cirilično) ime je Цветовац, živi 189 polnoletnih prebivalcev, pri čemer je njihova povprečna starost 40,8 let (38,6 pri moških in 42,9 pri ženskah). Naselje ima 70 gospodinjstev, pri čemer je povprečno število članov na gospodinjstvo 3,33.
To naselje je, glede na rezultate popisa iz leta 2002, večinoma srbsko, а у последња два пописа забележен је значајан пад у броју становника. Цветовац је расељен због проширења површинског копа Рудника угља Колубара.
|  |

| Demografija | Demografija     | Demografija     |
| Leto        | Št. prebivalcev | Št. prebivalcev |
| ----------- | --------------- | --------------- |
|             |                 |                 |
|             |                 |                 |
|             |                 |                 |
|             |                 |                 |
| 1948        | 779             |                 |
| 1953        | 856             |                 |
| 1961        | 934             |                 |
| 1971        | 926             |                 |
| 1981        | 838             |                 |
| 1991        | 276             | 276             |
| 2002        | 233             | 233             |
|             |                 |                 |

| Etnična sestava po popisu iz leta 2002 | Etnična sestava po popisu iz leta 2002 | Etnična sestava po popisu iz leta 2002 | Etnična sestava po popisu iz leta 2002 | Etnična sestava po popisu iz leta 2002 |
| -------------------------------------- | -------------------------------------- | -------------------------------------- | -------------------------------------- | -------------------------------------- |
| Srbi                                   | Srbi                                   |                                        | 232                                    | 99,57%                                 |
| Romuni                                 | Romuni                                 |                                        | 1                                      | 0,42%                                  |
| Neznano                                | Neznano                                |                                        | 0                                      | 0,0%                                   |